# Дом гарде у Топчидеру
Дом гарде је репрезентативно војно здање у Топчидеру, изграђено 1926. године у академском стилу за потребе Краљеве гарде. Данас представља део Репрезентативних објеката Гарде Војске Србије.

## Историјат
На иницијативу команданта Краљеве гарде дивизијског генерала Петра Живковића, подигнута су 1926. године два велелепна репрезентативна здања за потребе гарде у Топчидеру. Прво је било здање Штаба команде Краљеве гарде, а друго Гардијски дом. Изградња гардијског комплекса на тадашњој градској периферији морала је бити урађена ради измештања коњичког пука Краљеве гарде из центра града, односно из „Мањежа”, где су последње бараке гарде срушене 1933. године.
Гардијски дом је свечано отворен на дан крсне славе Краљеве гарде - Ђурђевдан 6. маја 1926. године. Коњички пуковник Ратко Ракетић, вршилац дужности команданта коњичке бригаде Краљеве гарде, био је и председник Гардијског дома.
Након Априлског рата 1941. године, Вермахт је у Штаб команде Краљеве гарде распоредио једну своју јединицу.
Топчидер је 1987. године препознат као културно-историјска целина од посебног значаја, а у оквиру те целине уврштени су и гардијски објекти.
Гардијски дом је данас део Репрезентативних објеката Гарде Војске Србије и користи се за свечаности, пријеме, концерте, предавања и комерцијалне активности. Здање Штаба команде Краљеве гарде се данас користи као седиште команде Гарде Војске Србије. 

## Изглед

### Екстеријер
Није познато име архитекте ових здања, мада се као аутори Гардијског дома помињу руске архитекте Хрисанф Александрович Виноградов и Виктор Викторович Лукомски. Оба здања су рађена у академском стилу са израженим пиластерима, капителима и тимпанонима.

### Ентеријер
За потребе ентеријера, сликар Јован Бијелић је израдио седам композиција, које су касније нестале и чија судбина није позната. Свечана сала на спрату је била предвиђена за официрске балове, а ту су се налазили краљев и краљичин салон, док је простором доминирао портрет краља Александра I Карађорђевића у гардијској униформи и на белом коњу, који је насликао француски сликар Жорж Скот. Идентичан портрет се и данас чува у Дворском комплексу на Дедињу.
Венецијански лустер који је заузимао доминантно место средишњег дела Велике сале је украден током Другог светског рата и потом пронађен у Бугарској, те враћен на своје место. У време НАТО агресије Савезну Републику Југославију 1999. године, услед оближњих детонација је дошло до пада и тешког оштећења лустера, па се на данас ту налази нови кристални лустер.

### Помоћни објекти
Постепено су у оквиру комплекса грађени додатни објекти за потребе кухиње, берберског заната и другог особља. Додата је и стаклена башта у којој су се током зиме чувале палме из Гардијског парка. Она је престала да се користи након Другог светског рата.

## Галерија
- Коридор Велике сале Гардијског дома
- Вермахт у Штабу команде Краљеве гарде током Другог светског рата